# Thunia candidissima
Thunia candidissima  (лат.) — вид однодольных растений рода Туния (Thunia) семейства Орхидные (Orchidaceae). Под текущим таксономическим названием был описан Генрихом Густавом Райхенбахом в 1888 году.

## Распространение, описание
Эндемик Мьянмы.
Гемикриптофит. Произрастает во влажных тропических лесах.

## Значение
Культивируется.

## Синонимы
Синонимичные названия:
- Phaius candidissimus N.E.Br.basionym
- Thunia alba var. candidissima (N.E.Br.) B.Grant